# Francesc Xavier de Bolòs i Germà
Francesc Xavier de Bolòs i Germà (Olot, 1773 - Olot, 1844) fue un farmacéutico y naturalista catalán.

## Biografía
Francesc Xavier de Bolòs i Germà nació el 26 de mayo de 1773. Cursó estudios de farmacéutico en Barcelona, y se doctoró el 1805. Tuvo una participación importante en el descubrimiento de la zona volcánica de La Garrocha y otras zonas de la provincia de Gerona, publicando la descripción, el 1820, en el libro Noticia de los extinguidos volcanes de la villa de Olot, que fue reeditado y ampliado en 1841. 
Hizo durante muchos años observaciones meteorológicas en Olot y, junto con Pierre André Pourret, realizó una serie de exploraciones de la flora, constituyendo un herbario que se encuentra actualmente en el Instituto Botánico de Barcelona. Escribió también un catálogo de animales de Olot, el "Plantarum Olotensium Catalogues" y la "Libreta en que se notan todos los fenómenos, casos raros y curiosidades que acaecen en esta de Olot en el año 1798", entre otros trabajos que dejó inéditos. 
Mostró interés por la numismática, y se mostró muy interesado también por el movimiento artístico olotino de su tiempo, ayudando y estimulando artistas, como el escultor Ramón Amadeu y el pintor Joan-Carles Panyó y Figaró.
Fue miembro correspondiente de las Reales Academias de Ciencias y Artes, de Buenas Letras y de Medicina y Cirugía, de Barcelona, así como de la de Ciencias Naturales e Historia de Madrid. Murió en Olot el 25 de septiembre de 1844.